# 1064
Năm 1064 trong lịch Julius.